# Среброво
Среброво (пол. Srebrowo) — село в Польщі, у гміні Візна Ломжинського повіту Підляського воєводства.
Населення — 206 осіб (2011).
У 1975-1998 роках село належало до Ломжинського воєводства.

## Демографія
Демографічна структура станом на 31 березня 2011 року:
|          | Загалом | Допрацездатний вік | Працездатний вік | Постпрацездатний вік |
| -------- | ------- | ------------------ | ---------------- | -------------------- |
| Чоловіки | 92      | 15                 | 69               | 8                    |
| Жінки    | 114     | 30                 | 61               | 23                   |
| Разом    | 206     | 45                 | 130              | 31                   |